# Begunje
Begunje na Gorenjskem (deutsch Vigaun) ist ein Ort in der Gemeinde Radovljica in der Region Oberkrain (Gorenjska) in Slowenien. Er liegt am Fuße des Berges Begunjščica (2060 m), einem Gipfel der Karawanken.

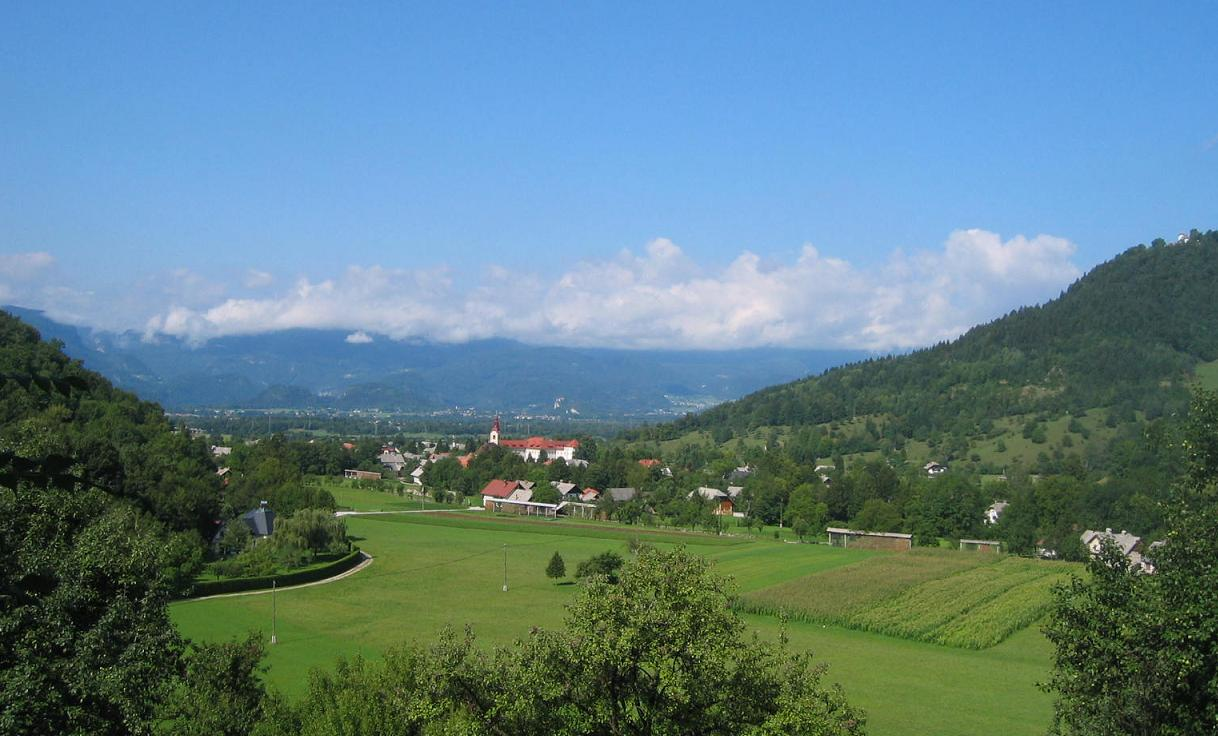
Begunje na Gorenjskem

## Geschichte
Bereits in der Jungsteinzeit wurde die Höhle Zijalka bewohnt, es gibt aber auch Nachweise über Niederlassungen in der frühen Bronzezeit bis zur Eisenzeit.
Im Nationalmuseum wird ein in der Kirche gefundener römischer Grabstein aufbewahrt. Funde aus der römischen Zeit gibt es auch in Poljče und Slatna, wo 422 römische Münzen aus dem 2. Jahrhundert entdeckt wurden.
Bis zum Ende des Habsburgerreichs gehörte die Ortschaft zum Kronland Krain, wobei Begunje eine selbständige Gemeinde im Gerichtsbezirk Radmannsdorf (politischer Bezirk Radmannsdorf) bildete.

## Sehenswürdigkeiten

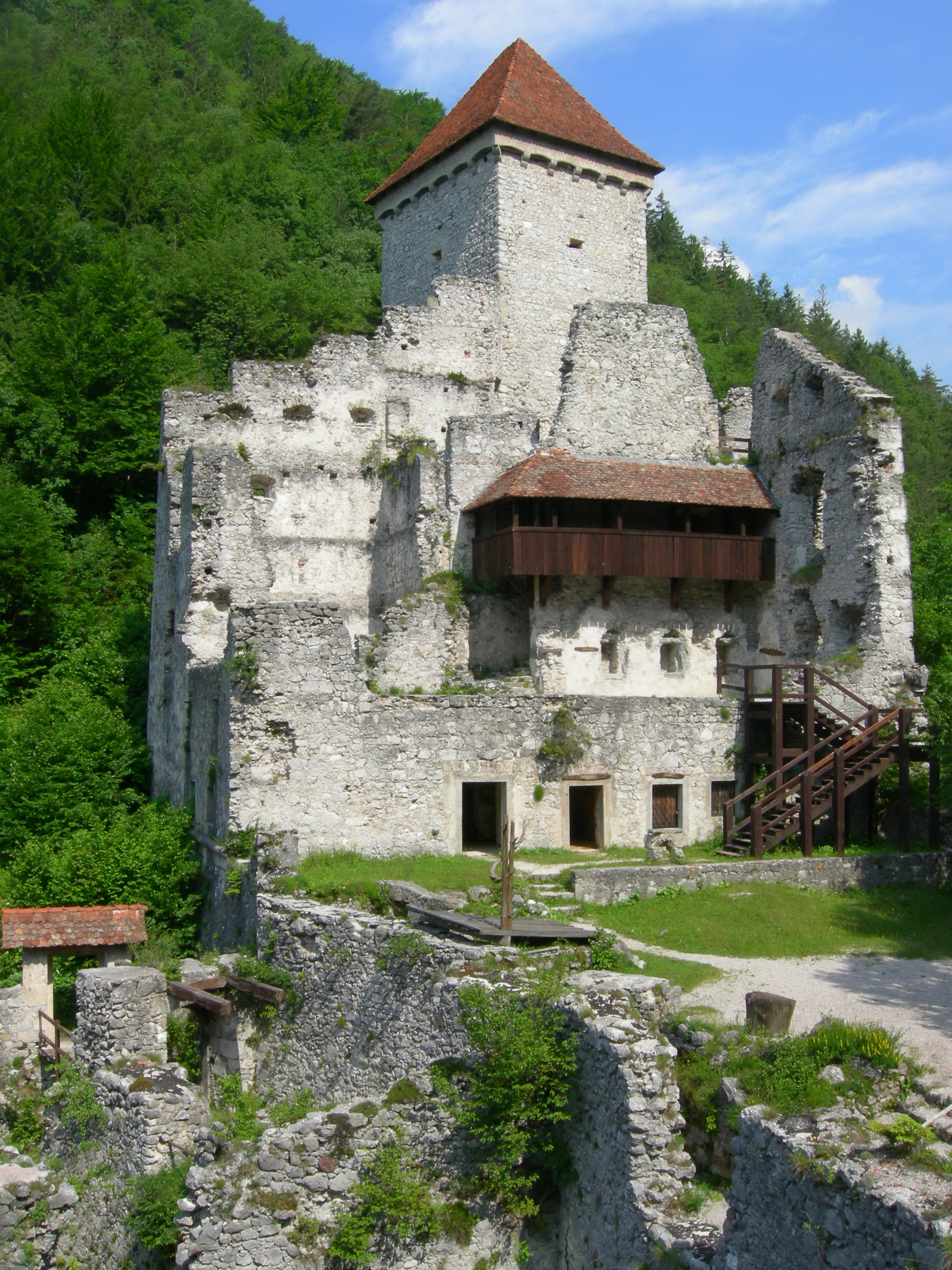
Burg Stain

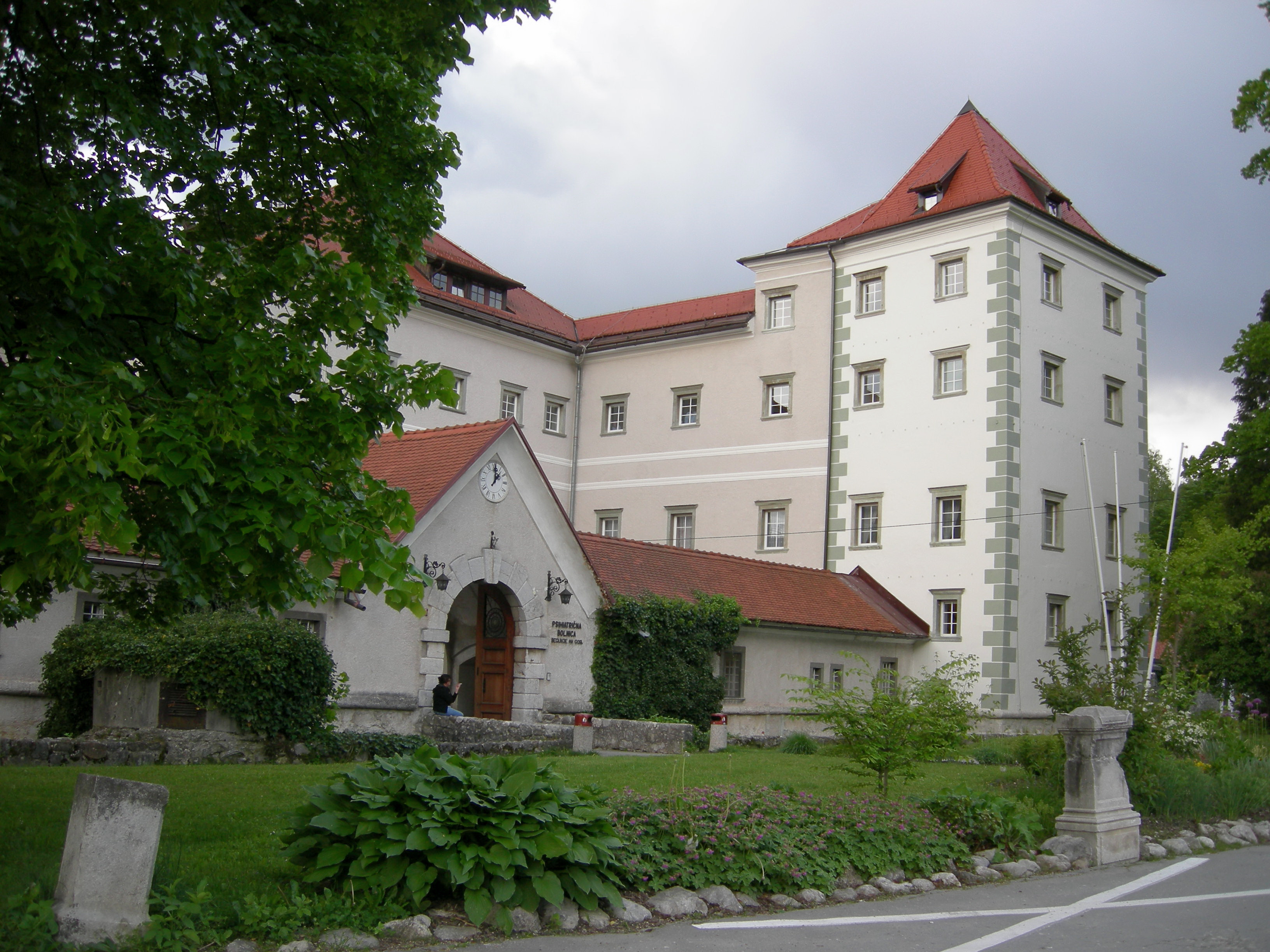
Schloss Katzenstein

### Schloss Katzenstein
In der Nähe von Begunje im Tal der Draga befindet sich die Ruine der im 13. Jahrhundert erbauten Burg Stain (grad Kamen oder Burg Stein), die im 18. Jahrhundert verlassen wurde, als die Bewohner in das günstiger gelegene Schloss Katzenstein (grad Kacenštajn oder auch Begunjska graščina) im Ortszentrum umzogen. In diesem Schloss aus dem 16. Jahrhundert, das dann in der Zeit des Königreichs Jugoslawien als Frauengefängnis diente, befand sich von 1941 bis 1945 das Gestapo-Hauptquartier von Gorenjska (Oberkrain). Hier wurden insgesamt 12.134 Personen festgehalten. 1.282 Gefangene wurden erschossen, andere landeten in deutschen Konzentrationslagern (u. a. 989 in Mauthausen). Am 4. Mai 1945 wurden die verbliebenen Gefangenen von Partisanen befreit. Der von einer hohen Mauer umgebene Garten wurde 1953 nach Plänen von Edvard Ravnikar zur Gedenkstätte umgestaltet.
Nach dem Zweiten Weltkrieg diente Schloss Katzenstein als „Straf- und Besserungsanstalt“, in der neben slowenischen Gegnern der neuen Machthaber auch 43 Österreicher aus Kärnten festgehalten wurden. Später diente es als Polizeischule. Das Schloss Katzenstein beherbergt heute eine Einrichtung für geistig Behinderte.

### Kirchen
Auf einem Hügel liegt die Kirche zum Hl. Peter (Sveti Peter), erbaut Ende des 15. bzw. Anfang des 16. Jahrhunderts. Einige noch wenige erhaltene Fresken entstanden zwischen 1530 und 1540.
Im Ortszentrum befindet sich die erstmals 1403 erwähnte Kirche zum Hl. Ulrich (Sveti Urh). Die heutige Form und das Aussehen entstanden zwischen 1740 und 1743.

### Gedenkstätten
In Begunje na Gorenjskem existieren mehrere Massengräber aus der Zeit des Zweiten Weltkriegs und danach. Sie befinden sich im Schlosspark und im Draga-Tal östlich des Ortes.

## Besonderheiten
Bekannt ist der Ort als Firmensitz des Ski- und Yachtherstellers Elan sowie als Heimat bzw. Geburtsort der Musiker Slavko Avsenik und dessen Bruder Vilko Ovsenik.

## Söhne und Töchter der Stadt
- Anton Bonaventura Jeglič (1850–1937), römisch-katholischer Bischof von Ljubljana
- Slavko Avsenik (1929–2015), Komponist und Akkordeonist
- Vilko Ovsenik (1928–2017), Komponist und Klarinettist